# Cameron Scott

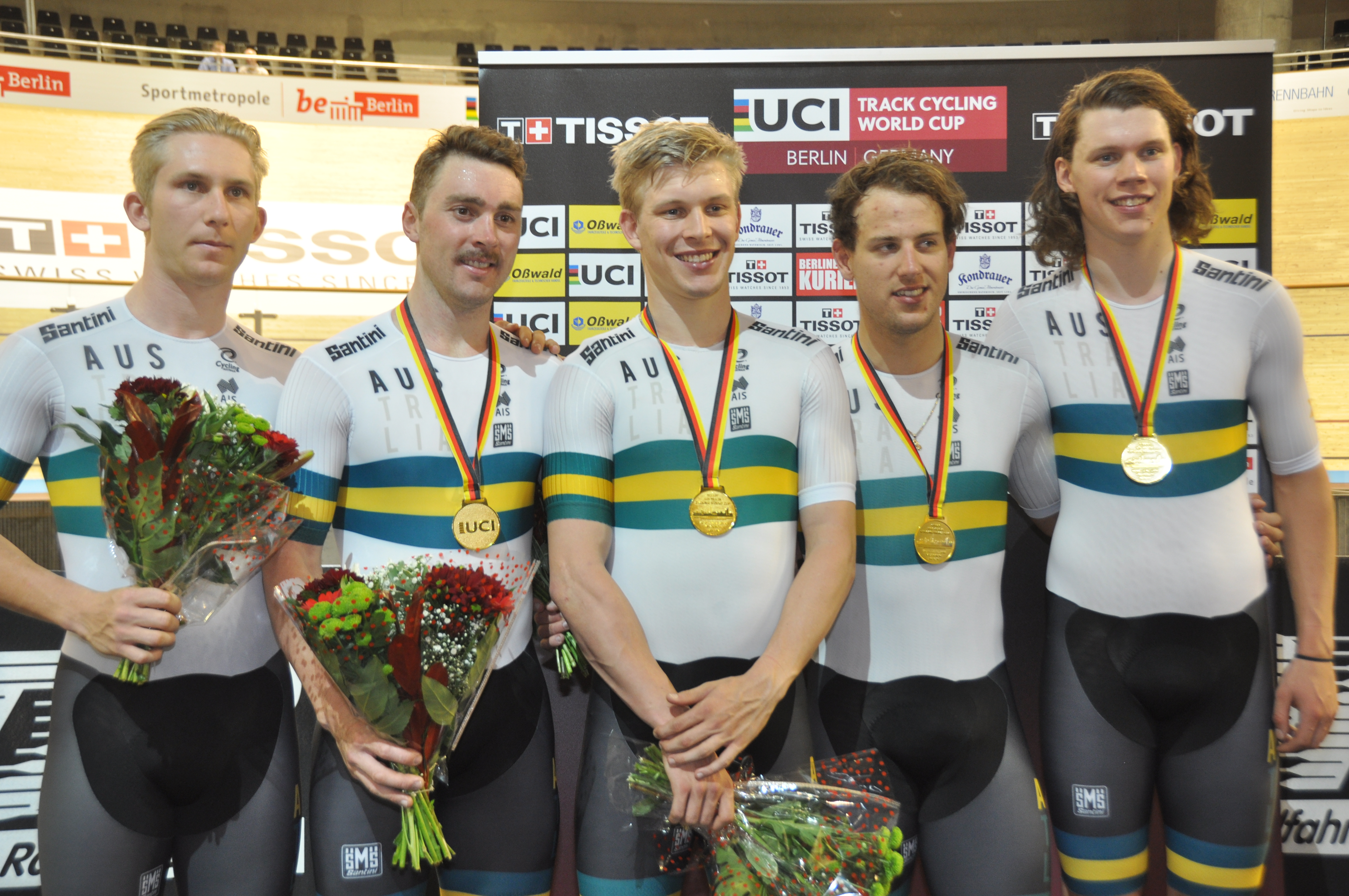
Australischer Bahn-Vierer (v. l. n. r.: Cameron Scott, Leigh Howard, Alexander Porter, Sam Welsford, Kelland O’Brien) als Sieger beim Bahnrad-Weltcup in Berlin. In dieser Besetzung wurde der Vierer im Februar 2019 mit neuem Weltrekord Weltmeister

Cameron Scott (* 4. Januar 1998 in Wagga Wagga) ist ein australischer Radsportler, der Rennen auf Bahn und Straße bestreitet.

## Sportliche Laufbahn
Cameron Scott fuhr zunächst Rennen auf dem Mountainbike, bis er auf der Radrennbahn seines Heimatortes Wagga Wagga Geschmack am Bahnradsport fand. Er stellte in verschiedenen Altersklassen nationale Bahnrekorde auf und wurde 2012 als Champion of Champions geehrt.
2014 wurde Cameron Scott zweifacher Ozeanienmeister bei den Junioren, in den Kurzzeitdisziplinen 1000-Meter-Zeitfahren sowie mit Derek Radzikiewicz und Conor Rowley im Teamsprint; im Keirin errang er Silber. Gemeinsam mit Radzikiewicz und Rowley wurde er 2015 und 2016 Vize-Weltmeister im Teamsprint. In diesen beiden Jahren holte er weitere Medaillen bei kontinentalen Meisterschaften.
2017 wechselte Scott von der Juniorenklasse in die Elite, zudem bestritt er zunehmend Rennen im Ausdauerbereich wie Zweier-Mannschaftsfahren und Mannschaftsverfolgung auf der Bahn, wurde aber auch Ozeanienmeister im 1000-Meter-Zeitfahren. Auf der Straße wurde er australischer U23-Meister im Kriterium und entschied jeweils eine Etappe des New Zealand Cycle Classic und der Tour of Qinghai Lake für sich.
Im November 2018 gewann er mit Sam Welsford, Kelland O’Brien, Leigh Howard und Alexander Porter beim dritten Lauf des Bahn-Weltcups in Berlin die Mannschaftsverfolgung. Zwei Monate später wurde er mit denselben Fahrern im polnischen Pruszków Weltmeister in der Mannschaftsverfolgung. Im Finale stellte der australische Vierer mit 3:48,012 einen neuen Weltrekord auf; Scott bestritt allerdings wie in Berlin nur die erste Runde des Wettbewerbs.
Nachdem Scott für die Olympische Sommerspiele 2020 in Tokio nicht berücksichtigt worden war, kehrte er in die Australian Cycling Academy zurück und wendete sich dem Straßenradsport zu. In der Saison 2022 gewann er das Memorial Philippe Van Coningsloo sowie das australische Traditionsrennen Melbourne to Warrnambool Cycling Classic.
Zur Saison 2023 erhielt er einen Vertrag beim UCI WorldTeam Bahrain Victorious. Sein bestes Resultat in der UCI WorldTour erzielte er im Prolog der Tour de Romandie 2024, als er sich auf der 2,2 Kilometer langen Strecke nur dem Niederländer Maikel Zijlaard geschlagen geben musste.

## Erfolge

### Bahn
2014
- Junioren-Ozeanienmeister – 1000-Meter-Zeitfahren, Teamsprint (mit Derek Radzikiewicz und Conor Rowley)
- Junioren-Ozeanienmeisterschaft – Keirin

2015
- Junioren-Weltmeisterschaft – Teamsprint (mit Derek Radzikiewicz und Conor Rowley)
- Junioren-Weltmeisterschaft – 1000-Meter-Zeitfahren

2016
- Junioren-Weltmeisterschaft – Teamsprint (mit Harrison Lodge und Conor Rowley)
- Junioren-Weltmeisterschaft – Zweier-Mannschaftsfahren (mit Kelland O’Brien)

2017
- Ozeanienmeisterschaft – Zweier-Mannschaftsfahren (mit Nicholas Yallouris)
- Ozeanienmeisterschaft – Mannschaftsverfolgung (mit Nicholas Yallouris, Joshua Harrison und Alexander Morgan)

2018
- Ozeanienmeisterschaft – Scratch
- Weltcup in Berlin – Mannschaftsverfolgung (mit Sam Welsford, Kelland O’Brien, Leigh Howard und Alexander Porter)

2018/19
- Ozeanienmeister – 1000-Meter-Zeitfahren
- Junioren-Ozeanienmeisterschaft – Scratch

2019
- Weltmeister – Mannschaftsverfolgung (mit Sam Welsford, Kelland O’Brien, Leigh Howard und Alexander Porter)

2025
- Ozeanienmeister – Mannschaftsverfolgung (mit Declan Trezise, Liam Walsh und Oscar Gallagher)

### Straße
2018
- Australischer U23-Meister – Kriterium
- eine Etappe New Zealand Cycle Classic
- eine Etappe Tour of Qinghai Lake

2022
- Melbourne to Warrnambool Cycling Classic
- Memorial Philippe Van Coningsloo